# Галеацо Мария Сфорца
Галеацо Мария Сфорца (на италиански: Galeazzo Maria Sforza; * 24 януари 1444, Фермо; † 26 декември 1476, Милано, Миланско херцогство) е 5-и херцог на Милано (1466 – 1476) от фамилията Сфорца.
Той е образован според ценностите на Хуманизма, основаващ се на познаването на културата и на езика на Древна Гърция и Древен Рим. Със своя нестабилен темперамент влиза многократно в конфликти с майка си. Конфликтите избухват при възкачването му на херцогския трон след смъртта на баща му и завършват, според някои, с майцеубийство. С надменен характер и склонен към гордост, Галеацо Мария се оказва едновременно с това способен и мъдър владетел. Той продължава благоразумната политика на икономическо и социално оздравяване, започната от баща му.
С помощта на секретаря си Чико Симонета херцогът дава началото на нова парична политика и благоприятства посевите и напояването. Любител на изкуството и културата, Галеацо Мария насърчава украсяването на замъка на Порта Джовия (Кастело Сфорцеско), канейки художници там. Той подкрепя създаването на разкошен двор, забавляван от множество фламандски музиканти. Надменното отношение на младия херцог тласка благородниците Джовани Андреа Лампуняни, Джироламо Олджати и Карло Висконти да го убият на Стефановден.

## Произход
Той е най-големият син на миланския херцог Франческо I Сфорца (* 1401, † 1466) и на втората му съпруга Бианка Мария Висконти (* 1425, † 1468), единствената дъщеря на миланския херцог Филипо Мария Висконти. Има пет или шест братя и две или три сестри:
- Иполита Мария (* 1445, † 1488), херцогиня на Калабрия като съпруга на Алфонсо Арагонски, херцог на Калабрия, крал на Неапол (от 1494) като Алфонсо II
- Карло († след раждане), вероятен
- Филипо Мария (* 1449, † 1492), граф на Корсика и на Павия, граф на Бари, съпруг на братовчедка си Констанца Сфорца ди Санта Фиора
- Сфорца Мария (* 1451, † 1479), херцог на Бари, съпруг на Елеонора Арагонска
- Лудовико Мария „Мавъра“ (* 1451 или 1452, † 1508), 7-и херцог на Милано (1494 – 1499), съпруг на Беатриче д’Есте
- сестра († след раждане), вероятна
- Асканио Мария (* 1455, † 1505), епископ на Павия, кардинал (от 1484 г.)
- Елизабета Мария (* 1456, † 1472), маркграфиня на Монферат като съпруга на Вилхелм VIII Палеолог, маркграф на Монферат,
- Отавиано Мария (* 1458, † 1477), граф на Лугано (1477).

Освен това има поне 35 полубратя и полусестри от извънбрачни връзки на баща си.

## Биография

### Първоначални години и образование
Той е роден на 14 януари 1444 г. в 21 часа във Фермо – градът, чийто господар е баща му, в крепостта Джироне или Джирифалко (на върха на Коле Сàбуло над днешния град Фермо), в която живее сем. Сфорца. През 1445 г. градовете на Ферманската марка и по-специално – жителите на столицата ѝ Фермо се разбунтуват срещу баща му. Те обсаждат крепостта, принуждавайки Сфорца да напуснат града завинаги и да се върнат в Северна Италия, отивайки първо в Пезаро, а след това – в Кремона.
Дядо му по майчина линия – Филипо Мария Висконти иска да го нарекат Галеацо в памет на баща му Джан Галеацо Висконти и Мария заради религиозния обет на Джан Галеацо към Дева Мария. По този начин е подчертана приемствеността на рода Висконти и младата династия Сфорца. След като баща му Франческо успява да сломи Амвросианската република (политическо образувание, създадено след смъртта на Филипо Мария през 1447 г.), Галеацо Мария е представен за наследник на Миланското херцогство и му е дадена титлата „Граф на Павия“. В следващите години той живее в замъка в Абиатеграсо и в херцогския замък в Павия под попечителството на баба си по майчина линия Анезе дел Майно.
Баща му желае най-големият му син и сестра му Иполита Сфорца – момиче с изключителен интелект, да получат най-доброто образование от отлични преподаватели-хуманисти. Един от тях е Никола Капони – възпитател и на бъдещите убийци на Галеацо Мария. Друг негов преподавател е Балдо Марторели от Марке, наследник на хуманистичната педагогика на Виторино да Фелтре. Той съставя наръчник по латинска граматика за младите принцове и дава на младия Галеацо познания по история, география, музика, танци, поезия и класически езици. По-късно бъдещият херцог е поставен под грижите на Гуинифорте Бардзица, който постъпва на служба в двора през 1457 г. Бардзица завършва образованието му, поставяйки първите политически основи, необходими му за участие в политическите интриги (той е секретар на бащата на Галеацо, което го прави доста подходящ за случая). Рати обаче припомня, че на младия благородник не му е дадено единствено хуманитарно образование:
| „ | Имаше два предмета, които родителите му си набелязаха в образованието му, от които единият да го научи на военното изкуство, а другият – на истинска политика: две основни качества за онези, които се стремят към управлението на народите. | “ |

### Първи официални задачи

#### Януари 1452 г.: Ферара
За да го запознае с държавните дела, Франческо Сфорца праща малкия Галеацо Мария, придружен от неговия възпитател, а в някои случаи и от майка му, като представител на Миланското херцогство. За първи път е пратен във Ферара през януари 1452 г. едва на 8-годишна възраст. Мисията цели да стопли отношенията с императора на Свещената Римска империя Фридрих III Хабсбург по пътя му към Рим, където трябва да получи императорската корона. Императорът храни негодувание към завземането на властта от Франческо Сфорца без първоначалното му съгласие. Малкият Галеацо Мария би могъл да смекчи неговото недоволство. Благодарение на речта, изготвена от Франческо Филфо, момчето прави добро впечатление както на императора, така и на херцога на Ферара Борсо д’Есте. Борсо, в знак на добри намерения към новата миланска династия, сам отива пеш при Джан Галеацо на кон.

### Пролет 1459 г.: Флоренция
През пролетта на 1459 г. младият Галеацо Мария е изпратен като посланик във Флоренция. Флоренция е приятелски настроен към Сфорца град и през нея минава папа Пий II, който цели да събере възможно най-голям брой италиански съюзници за експедицията срещу Османската империя. По време на престоя си във Флоренция Галеацо Мария е посрещнат с големи почести: Пий II му позволява да го придружи на кон – чест, оказвана само на малцина; Козимо де' Медичи го кани в своя палат на ул. Ларга, като му отдава княжески почести и го забавлява с пищни празненства.

### Май 1459 г.: Мантуански съвет
Когато папата напуска Флоренция през април 1459 г., Галеацо Мария го следва в Мантуа. Там папата свиква едноименния съвет за организиране на експедиция срещу Османската империя, превзела Константинопол през 1453 г. Събитието е пълен провал поради липсата на участници и заради вътрешното разделение на италианските и чуждестранните владетели (сред последните враждебно настроен към кръстоносния поход е френският крал Шарл VII). Все пак съветът благоприятства съдбата на Галеацо Мария: майка му Бианка Мария, приятелка на маркиза Барбара фон Бранденбург – съпруга на Лудовико III Гондзага, подкрепя бъдещия брак между Галеацо Мария и дъщерята на маркграфа на Мантуа Доротея Годзага, тъй като Гондзага са помогнали на Сфорца във войната срещу Венецианската република няколко години по-рано.

### 1461 – 1467 г.: Политически стаж
След тези първи дипломатически мисии Галеацо Мария е извикан от баща си да надзирава държавните дела и да се запознае с упражняването на властта. Той е подпомаган в тази си задача от способния херцогски секретар Чико Симонета. По този начин е създадена солидна хармония между тримата мъже, от която майка му е изключена въпреки нейното силно несъгласие.

### Войни във Франция (1465 – 1466 г.)
През 1461 г. Луи XI става крал на Франция. Той цели да укрепи още повече монархическата власт след победата в Стогодишната война в ущърб на феодалите. Те не желаят да отстъпят своите привилегии на френския монарх и започват Войната за общественото благо. Сред тези буйни благородници се откроява фигурата на Шарл Дръзки – херцог на Бургундия, който участва в смъртоносна битка с френския крал до смъртта си през 1477 г.
При избухването на първите сблъсъци Франческо I Сфорца се опитва да подобри отношенията си с французите. Той изпраща въоръжен контингент под командването на най-големия си син Галеацо Мария в подкрепа на крал Луи XI срещу непокорната аристокрация. Войната за младия Сфорца е последната стъпка в попълването на неговата учебна програма. Тъй като е обграден от експерти (сред които е и верният Гаспаре да Вимеркате), Галеацо Мария може да наблюдава функционирането на военната машина, без да носи никаква действителна отговорност.

### Управление на херцогството (1466 – 1476 г.)

#### Неочаквано унаследяване на властта и завръщане в Милано
На 8 март 1466 г., след два дни на внезапна болест, умира баща му Франческо I Сфорца. Галеацо е спешно извикан в Милано от майка си и оставя Джовани Шипоне за свой заместник във Франция. Той тръгва преоблечен като търговец през териториите на враждебния савойски херцог Амадей IX. Омразата към Сфорца се дължи на неприязънта на Мария Савойска, която като съпруга е изоставена от дядото на Галеацо Мария – Филипо Мария Висконти. Тя изпитва дълбоко отвращение към новите милански херцози и ги счита за узурпатори на това, което е трябвало да бъде нейно поради брака ѝ с херцога.
Въпреки предпазните мерки на 16 март Галеацо Мария и обкръжението му са нападнати. Налага им се да се крият няколко дена в църквата на Абатство „Новалеза“ в подножието на Мон Сени близо до Суза. Проблемът е разрешен благодарение на намесата на майка му Бианка Мария, която убеждава пиемонтския политик – маркиз Антонио ди Романяно във френската заплаха, под която Савойското херцогство би попаднало, ако причини вреда на новия херцог. Галеацо Мария влиза в Милано на 20 или 29 март 1466 г., минавайки през Порта Тичинезе сред насърчителна тълпа. Празненствата за влизането му са подготвени внимателно от майка му, за да заглушат онези, които се осмеляват да се съмняват в законното му право за унаследяване. В същото време съболезнования за смъртта на херцог Франческо I идват от всички велики италиански сили (с изключение на Венецианската република – традиционният враг на Сфорца) и от херцогските владения.

#### Характер на новия херцог и конфликт с майка му
Младият херцог (22-годишен по време на възкачването си на трона) далеч не олицетворява сдържаността, спокойствието и самообладанието на родителите си в упражняването на властта. Както става видно още на следващия ден след коронясването му, Галеацо Мария се оказва със силна воля, но и с нотки на садизъм и бруталност. Лишен от дипломатически такт и високомерен (както е описан евфемистично в писмо до херцога на Мантуа), той се обгражда с тълпи метреси, сред които по важност се откроява Лучия Марлиани. За разлика от родителите си Галеацо Мария парадира с неумерена любов към лукса и богатството и това е съобщено от Шипионе Барбуò:
| „                                             | Той бе щедър и великолепен принц, доколкото отговаряше на кралската гордост. Имаше пехота и кавалерия от цяла Италия ... и кавалерията надминаваше 2000 бойци, и беше толкова красива и почитана, че не можеше да се види по-великолепно зрелище. Той държеше всякакви животни и птици за лов и птици, но с толкова много украшения и разходи, че стълбовете, на които стояха птиците, бяха покрити с копринени платове, избродирани със злато и сребро .. | “ |
| Scipione Barbuò, Vite degli Sforzeschi, с. 96 | |   |

Младият Джан Галеацо наследява от рода Висконти безскрупулността и моралния цинизъм, характерен за някои известни негови членове като Бернабо, Джан Галеацо и дядо му Филипо Мария. Същевременно с това у него има някои гениални черти по бащина линия, особено в икономическата област и великолепието на изкуствата. Авторитарният му и деспотичен характер, макар и смекчен от политическите способности на Чико Симонета, който продължава да управлява делата на херцогството, улеснява началото на конфликта с майка му Бианка Мария. Тя е разстроена от неговото безразсъдство и липса на предпазливост при управлението на обществените дела. Тези му качества са видни по отношение на конфликта между Венецианската република и Савойското херцогство.

#### Война с Венеция и Савоя (1467 г.)
Венецианската република, останала извън Италианската лига, популяризирана десет години по-рано от Франческо Сфорца, се опитва да я подкопае през 1466 г. Тя решава да подкрепи флорентинските изгнаници, избегнали отмъщението на Пиеро ди Козимо де' Медичи и праща Бартоломео Колеони да извършва набези в херцогската територия. Галеацо Мария запазва вярата си в съюза с Флорентинската република. Той марширува в полза на Медичите към Флоренция, след което обаче е разубеден да продължи. Същевременно савойската армия побеждава тази на Бартоломео Колеони в Битката при Рикардина (25 юли 1467 г.).

#### Брак с Бона Савойска и смърт на Бианка Мария Висконти (1468 г.)
Въпреки че проявява внимание към Медичите и ги защитава като съюзници срещу амбициите на Савоя, херцогът показва внезапността, с която сменя своите съюзници: от една страна той отменя обещанието за брак на брат си Сфорца Мария Сфорца с Елеонора Арагонска – дъщеря на краля на Неапол и пълноправен член на Италианската лига, а от друга желае да сключи брак с представителка на омразната Савойска династия поради политически натиск от краля на Франция. Луи XI, който е женен за Карлота Савойска, настоява Галеацо Мария да се ожени за снаха му Бона Савойска, за да затвърди още повече френско-миланския съюз.
Този брак не е одобряван от майка му Бианка Мария Висконти поради съюза със заклетия враг на Милано. Друга причина е неосъщественият брак на Галеацо Мария с Доротея Гондзага (междувременно починала на 21 април 1467 г.). Тези фактори слагат край на политическата амбиции на последната Висконти. Оттеглила се във владенията си в Кремона, тя се връща в Милано, за да види ратификацията на брака. Умира в замъка на Меленяно на 23 октомври 1468 г. на 43-годишна възраст. Има слухове, че синът ѝ е замесен в нейната смърт. Шипионе Барбуò също съобщава този слух:

| „              | След сериозен раздор между Галеацо и майка му [...] понеже тя била възмутена, решила смело да се върне в своя град Кремона, който ѝ бил даден като зестра, когато синът ѝ бе пожелал да я обезпокои поради обръщането ѝ към Венецианския сенат. Галеацо, имайки известни подозрения за това, ѝ попречил да отиде, като накарал (както казват) да ѝ дадат отрова, така че тя да умре в Мариняно... | “ |
| Barbuò, с. 94. | |   |

#### Пътуване до Флоренция (1471 г.)
С манията си за политическа изява през пролетта на 1471 г. Галеацо Мария решава да отиде във Флоренция, за да скрепи съюза с господаря на града Лоренцо де' Медичи, известен като Великолепния. Галеацо е изправен пред арагонско-венецианските намерения за провеждане на кръстоносен поход срещу Османската империя. Той желае да попречи на Медичите да се съгласят с плановете на Венеция и Неапол, понеже Венеция е голям враг на Сфорца. Престоят на херцога и неговата свита в града, целящ да подчертае зависимостта на Флоренция от военната подкрепа на Сфорца, предизвиква голямо възмущение у флорентинците“, тъй като „той отиде ... с толкова голяма група и помпозност, които надвишаваха тази на великите крале".

#### Икономически мерки
Сред първите мерки на херцога са тези от икономически характер. Ентусиазиран поддръжник на ломбардското занаятчийство, той продължава проницателната политика на баща си, като предпочита ломбардските изделия и защитава занаятчийските работилници от чуждата конкуренция. Освен това той се грижи за ломбардската икономика, като въвежда отглеждането на копринени буби през 1468 г. и на ориз през 1470 г., и праща 22 чувала с ориз на Борсо д’Есте в знак на приятелство. За да улесни търговията, продължава строителството на каналите, започнато от баща му, особено на Навильо дела Мартезана и канала, който свързва Бинаско с Павия. Освен че се интересува от иновациите в земеделието и ломбардската производствена индустрия, Галеацо Мария обръща внимание и на здравето на работещите там. Тази му напредничава филантропия се дължи не толкова на особения му хуманизъм, а по-скоро на факта, че той осъзнава, че здравето на поданиците му е необходимо за една просперираща икономика. Затова херцогът подкрепя здравните институции, основани от родителите му, разпорежда да се извършват преброявания на населението с цел популяризирането на политиката на раждаемостта, насочена към увеличаване на населението на херцогството.
Около 1474 г. Галеацо въвежда нова монета в Милано – сребърния тестон с тегло около 10 грама. Според експерти тя представлява преход от средновековната монета към ренесансовата. Нарича се „Тестон“ (от итал. testa, „глава“), защото показва профила на херцога на лицевата си страна. Херцогът се грижи особено много за паричната система и решава да премести сградата на монетния двор от Виа Монета в тази на „Стария монетен двор“.
Галеацо Мария насърчава и бюрократично-административните реформи, за които е трудно да се прецени дали са положителни или отрицателни. От една страна те са новаторски и обективно погледнато – положителни: нов устав за търговските гилдии, намаляване на икономическите привилегии, предоставени на феодалите и заможните класи в херцогството, създаване на разкошен княжески двор подобно на този на останалите италиански владетели, но изискващ големи суми за поддръжката му. От друга страна реформите нарушават умерената икономическа политика на баща му, целяща да поддържа съгласието между страните, т. е. между различните социални класи на една държава, намираща се в смут от години.

#### Меценатство
Галеацо Мария е страстен покровител на изобразителните изкуства и културата като цяло, макар че това не е насочено към общественото благо, а към великолепието на частните му пространства. Носител на хуманитарно образование, херцогът се посвещава на украсата и разкрасяването на Замъка на Сфорца в Милано. Той е построен от баща му Франческо върху руините на замък, намиращ се при една от малките порти на Милано – Порта Джовия. Замъкът обаче не става символ на възстановената благородническа власт, понеже Франческо Сфорца и Бианка Мария Висконти живеят в Корте д'Аренго, за да не настройват срещу себе си народната симпатия. За разлика от това Галеацо Мария решава да се премести в замъка с цел да подчертае княжеското измерение за сметка на „общинското“ (комуналното), оставено в сила от родителите му.
Джан Галеацо извиква на служба архитектите Бартоломео Гадио и Бенедето Ферини от Флоренция. Той им поверява преструктурирането на представителната зона на замъка (Херцогския двор), ла Рокета и частно жилище за херцогското семейство, наречено „Касино“. Сред интериорните декорации на новата херцогска резиденция по своята елегантност и значение изпъква Херцогският параклис, построен през 1471 г.. Върху него работят художници от голямо значение като Бонифацио Бембо, Джакомино Визмара и Стефано де Федели. Украсен с невероятни декорации и покрит с чисто злато съобразно международния готически стил, все още имащ влияние в Милано, параклисът може да се счита за един от шедьоврите на изкуството на Сфорца. На базата на архивна информация са засвидетелствани и други художествени проекти, целящи да направят обкръжаващата среда по-разкошна и богата от някогашната, с включването на сцени с дивата природа и в бъдеще – истории на семейство Висконти.
Галеацо Мария продължава изграждането на Голямата болница (Ca' Granda), поръчана от баща му, и на Миланската катедрала, която се строи почти век. Той е запомнен с дарението на мраморни кариери от Кандолия (близо до Мергоцо) на Veneranda Fabbrica del Duomo – органът, който се занимава с изграждането, намирането на средства и административната дейност. От този мрамор е построена Миланската катедрала. През 70-те години, по волята на херцога, младият Браманте да Урбино работи по конструкцията на църквата „Санта Мария пресо Сан Сатиро“ – бижу на Ломбардския ренесанс.
През 1471 г. херцогът решава да наеме група фламандски музиканти, за да повиши престижа си; Гаспар фон Веербеке, Александър Акерман (известен като Алесандро Агрикола), Луазе Компер и Йоханес Мартини и др. Te идват в двора и между 1471 и 1476 г. превръщат Милано в един от най-важните музикални центрове в Европа. Галеацо Мария обикновено присъства на изпълненията на тези майстори на ренесансовата полифонична музика. Те допринасят не само за привнасяне на френско-фламандските вкусове в двора на Сфорца, но и за съживяването на Schola Cantorum (хоровата школа) на Миланската катедрала, намираща се в упадък поради липсата на капелмайстор. Никола Рати също споменава страстта на Галеацо Мария към музиката:

| „                                                               | Той бе и много интелигентен по отношение на музиката – изкуството, което популяризираше много. В това отношение Мориджа разказва, че той е държал „тридесет музиканти от чужбина, всичките избрани, които са били добре платени от него, а на капелмайстора на име Кордоверо е давал по сто скуди на месец, които в днешно време се раняват на повече от двеста“. | “ |
| Nicola Ratti, Della famiglia Sforza, vol. 2, Roma, 1794, с. 46. | |   |

Това положение обаче трае само докато е жив Галеацо Мария. След смъртта му италианското първенство поема Ферара, чийто херцог Ерколе I д’Есте се отличава с меценатството си, макар че братът на Галеацо – Лудовико Сфорца се опитва да поддържа делото му живо.
През 1471 г. Галеацо Мария подкрепя разпространяването на ръчния набор в Ломбардия, като дава възможност на Панфило Касталди от Парма да основе типография в Милано. Касталди, подпомогнат от сънародниците си Антонио и Фортунато Дзарото, и от Габриеле Орсони, публикува поредица от латински класики като De verborum significatione на Секст Помпей Фест (3 август 1471 г.) и Cosmographia на Помпоний Мела (25 септември 1471 г.). Epistolae Familiares на Цицерон са издадени на 25 март 1472 г. от ломбардския издател Филипо да Лаваня да Лоди. Първият мисал, отпечатан с ръчен набор, е публикуван от Антонио Дзарото през 1474 г. След като Касталди напуска херцогството през май 1472 г., ръководството на печатницата е поето от Антонио Дзарото. Под негово ръководство за първи път е отпечатан том изцяло с гръцката азбука: Граматиката на Константин Ласкарис (1476 г.).
Като ученик на Гуинифорте Бардзица Галеацо Мария добре познава старогръцкия и латинския език, и продължава бащиното дело в защитата на културните дейци. В неговия двор на служба е хуманистът от Марке Франческо Филелфо. Това е израз на придворния хуманизъм, целящ да възхвали мощния меценат чрез класическата ерудиция: Sphortias е „модел на литература, лишена от искрено вдъхновение и идеалност, макар и формално изискана и изпълнена с ерудиция“; същото важи и за антирепубликанското въздействие на Odae. Популяризатор на хуманизма, Филелфо извиква в Милано Габриел Павери Фонтана, Лампуняно Бираго, Бонакорсо Пизано и Кола Монтано, по-незначителни хуманисти, които гравитират около своя покровител. В допълнение към класическия хуманизъм при Галеацо Мария се наблюдава и подновен интерес към народната поезия. Той достига своя връх с управлението на брат му Лудовико Сфорца, когато на служба в двора са Серафино Аквилано и Деметрио Калкондила.

### Убийство и тайно погребение
Трудният характер на херцога и арогантността, с която се отнася към своите поданици, го отчуждават от симпатиите на благородниците. Резултатът е конспирация на негови приятели милански благородници. Към тях се прибавят и врагове поради лични негодувания и вероятната подкрепа на френския крал Луи XI, който се страхува, че Сфорца иска да стане крал на Италия. Галеацо Мария е убит, въпреки опита за отбрана на стрелеца Рива де Рипа ди Галбиате, от Джовани Андреа Лампуняни, Джироламо Олджати и Карло Висконти които го намушкват на прага на църквата „Санто Стефано“ на 26 декември 1476 г., малко преди да навърши 33 години. Херцогът веднага пада мъртъв в обятията на посланиците на Мантуа и Ферара. В голямата суматоха в църквата Лампуняни е убит веднага от страж на херцога. Висконти е заловен и впоследствие убит, а Олджати, който успява да избяга, но комуто роднини отказват гостоприемство, е заловен след няколко дни и след ужасни мъчения е убит чрез разчленяване. 
За тялото на Галеацо Мария не се знае нищо. Той е погребан тайно през нощта между две колони на Миланската катедрала на неустановено място. Има опасност от обществените вълнения предвид омразата към него. Има хипотези относно откриването на тялото на Джан Галеацо. Има силни индикации за това, че черепът му е именно откритият в църквата „Сант Андреа“ в Мелцо по време на реставрацията ѝ през 1980 г. Той е подложен на радиовъглеродно датиране и изглежда да е от средата на XV век и да принадлежи на мъж между 32 и 39 г. Идеята, която веднага свързва тези останки с личността на херцог Галеацо Мария, е не само условията на намерените останки, но и фактът, че тези кости са разположени в областта на апсидата – най-свещената част от цъкрвата и следователно трябва става въпрос за знатна личност. В допълнение към това Мелцо е бил феодът на най-важната любовница на херцога – Лучия Марлиани и следователно е разбираемо желанието ѝ да донесе останките на любимия със себе си.

## Брак и потомство
През 1450 г. 6-годишният Галеацо Мария се сгодява за 3-годишната Сузана Гонзага (* 1447, † 1481), дъщеря на маркграфа на Мантуа Лудовико III Гондзага и на съпругата му принцеса Барбара фон Бранденбург от Бранденбург-Кулмбах. Поради проявата на наследствения дефект на семейството (гърбица) тя е заменена в договора с по-малката ѝ сестра Доротея Гонзага (* 6 декември 1449, † 19 април 1467). Двамата бъдещи съпрузи са в епистоларна връзка и се срещат преди брака, но той не е сключен поради противопоставянето на маркграфа на Мантуа да подложи дъщеря си на медицински прегледи. Проблемът причинява разрив между Мантуа и Милано и е решен едва след смъртта на Франческо Сфорца през 1466 г. Междувременно на 17 години умира Доротея, вероятно от малария.
Впоследствие, чрез Мира от Геме от 1467 г., на 6 юли 1468 г. Галеацо Мария се жени за Бона Савойска (* 10 август 1449, † 17 ноември 1503), дъщеря на херцог Лудвиг Савойски и на съпругата му Анна дьо Лузинян, дъщеря на Янус, крал на Кипър, и на Шарлота дьо Бурбон. От нея има двама сина и две дъщери:
- Джан Галеацо Мария Сфорца (* 20 юни 1469, † 22 октомври 1494), 6-и херцог на Милано (1476 – 1493), ∞ 1489 за първата си братовчедка Изабела Арагонска (* 2 октомври 1470, † 11 февруари 1524), от която има един син и две дъщери;
- Ермес Мария Сфорца (* 10 май 1470, † 1503 в Инсбрук), маркиз на Тортона
- Бианка Мария Сфорца (* 5 април 1472 в Павия, † 31 декември 1510 в Инсбрук), чрез брак кралица на Германия и Италия, ерцхерцогиня на Австрия (1494 – 1510), императрица на Свещената Римска империя (1508 – 1510), херцогиня на Савоя; ∞ 1494 за император Максимилиан I Хабсбург (* 22 март 1459, † 12 януари 1519), от когото няма деца
- Анна Мария Сфорца (* 19 юли 1473 в Милано, † 30 ноември 1497 във Ферара), чрез брак херцогиня на Ферара, Модена и Реджо; ∞ 17 януари 1491 в Милано за Алфонсо I д’Есте (* 1476, † 1534), 3-ти херцог на Ферара, Модена и Реджо; умира при раждане и бездетна

Има множество извънбрачни деца:
От любовницата си Лукреция Ландриани (* ок. 1440 в Милано) има двама сина и две дъщери:
- Карло Сфорца (* 1461 в Павия, † 9 май 1483 в Милано), граф на Маджента (1476), господар на Кастеджо; ∞ 1478 за Бианка Симонета († 1487 във Финале), графиня, дъщеря на граф Анджело Симонета, от която има две дъщери
- Катерина Сфорца (* ок. 1463 в Милано, † 28 май 1509 във Флоренция), господарка на Имола и графиня на Форли, ∞ 1. 1473 за Джироламо Риарио (* 8 февруари 1443 в Савона, † 14 април 1488 във Форли), граф на Риарио, господар на Имола (от 1473 г.) и на Форли (от 1480 г.), от когото има пет сина и една дъщеря, 2. 1489 за Джакомо Фео (* 1468 във Форли, † 27 август 1495, пак там), асистент и роднина на първия ѝ мъж, кастелан на крепостта на Ривалдино, от когото има един син, 3. 1497 за Джовани ди Пиерфранческо де' Медичи, нар. Народния (il Popolano) (* 21 октомври 1467 във Флоренция, † 14 септември 1498 в Сан Пиеро ин Баньо), политик, от когото има един син – известния кондотиер Джовани дале Банде Нере;
- Алесандро Сфорца (* 1465 в Павия, † 1523 в Милано), господар на Франкавила (1487), временен губернатор на Краля на Неапол, ∞ ок. 1490 за Барбара дей Конти Балбиани ди Валкиавена († ок. 1520), от която има една дъщеря
- Киара Сфорца (* 1467 в Павия, † 1531 в Генуа), ∞ 1. 1481 Пиетро II дал Верме († 1487), втори граф на Сангуинето и господар на Виджевано, от когото няма деца 2. 1488 за Фрегозино Фрегозо (* 1460 в Генуа, † 10 януари 1512 в Болоня), граф на Нови, генуезки патриций, от когото има двама сина

От любовницата си Лучия Марлиани (* ок. 1455, Милано; † 15 декември 1522, Милано) има двама сина:
- Отавиано Мария Сфорца (* 1476, † 1441), епископ на Лоди от 1497 г. по волята на чичо му Лудовико Сфорца; епископ на Арецо, подкрепя политиката за възстановяване на Сфорца с умели дипломатически действия; епископ на Терачина, Сеце и Приверно от 1540 г., има една извънбрачна дъщеря;
- Галеацо Сфорца (* 1477, † 1515), граф на Мелцо.

## Герб
Квадрат: в първия и четвъртия сектор – черен орел на златен фон с проблясващ в червено език и с корона; във втория и третия сектор – извиваща се в синьо змия на Висконти на сребърен фон, със златна корона и глътнала голо дете.

## Обяснителни бележки
1. ↑  Миланското херцогство е родено през 1398 г. чрез императорска инвеститура. Когато династията Висконти изчезва през 1447 г., императорът е този, който трябва да взима решенията. Когато Сфорца завладява Милано през 1450 г., Фридрих е сериозно засегнат, тъй като имперската му власт е подкопана. Вж. Alfredo Bosisio, Storia di Milano, 3ª ed., Milano, Giunti-Martello, 1978, с. 176.
2. ↑  Папата отдава тази чест, както подчертава Guido Lopez (I Signori di Milano. Dai Visconti agli Sforza, 2013, с. 85), защото от Франческо Сфорца се очаква най-значимата военна помощ в кръстоносния поход срещу турците.
3. ↑  През 1461 г. Франческо Сфорца претърпява силна атака на подагра, която го довежда почти до смърт. Знаейки за несигурното си здравословно състояние, той иска да подготви първородния син да поеме кормилото на държавата.
4. ↑  Изглежда Романяно е поел инициативата сам, освобождавайки в Новалеза Галеацо Мария и неговите спътници от враждебната група, свързана със Савоя. Вж. Gabinetto Viesseux (a cura di), Archivio storico italiano: ossia raccolta di opere e documenti finora inedite o divenuti rarissimi riguardanti la storia d'Italia, vol. 3, Firenze, 1842, с. 176.
5. ↑  Поради няколко нещастни финансови решения Пиеро де' Медичи, болен и без моралния авторитет на баща си Козимо, е обект на заговор, в който участват Диотисалви Нерони и Лука Пити, които искат да го убият и да освободят Флоренция от Медичите. Вж. Nicolò Macchiavelli, с. 344 – 345.
6. ↑  Връзката между Медичи и Дом Сфорца е от основно значение за двете страни. Сключен между Козимо де' Медичи и Франческо Сфорца по време на издигането на Франческо в херцог през 1450 г., алиансът предвижда, от една страна, защитата на криптосиньорията на Медичи във Флоренция чрез въоръжената помощ на Сфорца, а от друга – много богатата банка на Медичи да финансира възстановяването и укрепването на Миланското херцогство, обезкървено от десетилетия войни.
7. ↑  Деформацията на гръбначния стълб е пренесена на Династията Гондзага от Паола Малатеста – съпруга на Джанфранческо I Гондзага.

## Библиографски бележки
1. 1 2 3 4 5 6 7 8 9 10 11 12 13 14 15 16 17  Francesca M. Vaglienti, GALEAZZO MARIA Sforza, duca di Milano, in Dizionario Biografico degli Italiani, vol. 51, 1998.
2. ↑  Nicola Ratti, Della famiglia Sforza, vol. 2, Roma, 1794.
3. 1 2  Nicola Ratti, Della famiglia Sforza, vol. 2, Roma, 1794, с. 44.
4. 1 2  Alfredo Bosisio, Storia di Milano, 3ª ed., Milano, Giunti-Martello, 1978 [1958], с. 179.
5. ↑  Sandra Bernato, MARTORELLI, Baldo, in Dizionario Biografico degli Italiani, vol. 71, 2008.
6. 1 2 3 4 5 6  Francesca M. Vaglienti, Milano e gli Sforza (PDF), Università degli Studi di Milano. Посетен на 16 януари 2021 г.
7. ↑  Guido Lopez, I Signori di Milano. Dai Visconti agli Sforza, Roma, Newton&Compton Editori, 2013, с. 83.
8. ↑  Guido Lopez, Una Signoria fra due epoche, с. 37.
9. ↑  Вж. Франческо Сфорца и Козимо де' Медичи
10. ↑  Marco Pellegrini. Pio II in Enciclopedia dei Papi Treccani //   Посетен на 16 януари 2021.
11. ↑  Ingeborg Walter. Barbara di Hohenzollern in Dizionario Biografico degli Italiani //  Treccani vol .3.   1964. Посетен на 16 януари 2021.
12. ↑  Cronaca universale della città di Mantova. Volume II.
13. ↑  Guido Lopez, I Signori di Milano. Dai Visconti agli Sforza, Roma, Newton&Compton Editori, 2013, с. 86.
14. ↑  Guido Lopez, I Signori di Milano. Dai Visconti agli Sforza, Roma, Newton&Compton Editori, 2013, с. 87.
15. 1 2 3  Caterina Santoro, Gli Sforza: La casata nobiliare che resse il Ducato di Milano dal 1450 al 1535, Milano, TEA, 1994, с. 111.
16. ↑  Antonio Menniti Ippolito, Francesco I Sforza, duca di Milano, in Dizionario biografico degli italiani, vol. 50, Roma, Istituto dell'Enciclopedia Italiana, 1998
17. ↑  Nicola Ratti, Della famiglia Sforza, vol. 2, Roma, 1794, с. 44.
18. ↑  Bernardino Corio, Storia di Milano, vol. 3, Milano, Francesco Colombo Libraio Editore, 1857, с. 254.
19. 1 2  Alfredo Bosisio, Storia di Milano, 3ª ed., Milano, Giunti-Martello, 1978 [1958], с. 178.
20. 1 2  Guido Lopez, I Signori di Milano. Dai Visconti agli Sforza, Roma, Newton&Compton Editori, 2013. с. 88.
21. 1 2 3  Gabinetto Viesseux (a cura di), Archivio storico italiano: ossia raccolta di opere e documenti finora inedite o divenuti rarissimi riguardanti la storia d'Italia, vol. 3, Firenze, 1842, с. 176 – 177.
22. ↑  Bernardino Corio, Storia di Milano, vol. 3, Milano, Francesco Colombo Libraio Editore, 1857, с. 255.
23. 1 2 3  Mauro Colombo. Storia di Milano – Galeazzo Maria Sforza //   Посетен на 16 януари 2021.
24. ↑  Шипионе Барбуò (Vite degli Sforzeschi, с. 97) напомня, че той е бил жесток и е накарал да умре от глад свещеник, а други е накарал да ги залостят живи у дома им и да ги заровят още живи в земята.
25. ↑  Guido Lopez, I Signori di Milano. Dai Visconti agli Sforza, Roma, Newton&Compton Editori, 2013, с. 93.
26. ↑  Шаблон:Cita e Шаблон:Cita.
27. ↑  Nicola Ratti, Della famiglia Sforza, vol. 2, Roma, presso il Salomoni, 1794, с. 45.
28. ↑  Alfredo Bosisio (Il Basso Medioevo, in La Storia Universale, vol. 4, Novara, Istituto geografico De Agostini, 1968, с. 380) говори за „...затворен и малкообещаващ тираничен характер“.
29. ↑  Alfredo Bosisio, Storia di Milano, 3ª ed., Milano, Giunti-Martello, 1978 [1958], с. 178.
30. ↑  Franco Catalano (BIANCA MARIA Visconti, duchessa di Milano, in Dizionario Biografico degli Italiani, vol. 10, Roma, 1968), обобщава така причината за конфликта между майка и син: | „ | Разногласието, което скоро се разви между нея [Бианка Мария] и Галеацо Мария, не се отнасяше до тези основни политически причини, а се дължеше по-скоро на прибързаното и импулсивно поведение на сина, много различно от предпазливото и предпазливо поведение на съпруга ѝ. | “ |
31. ↑  Caterina Santoro, с. 113 – 114| „ | Новият херцог на Милано, с известна импулсивност, веднага след като разбра за комплота, разкрит във Флоренция, изпрати писмо на Общността на този град, предлагайки да отиде сам „лично с всички сили", за да ръководи войските ѝ, които е накарал да дойдат от района на Болоня, където и да са били в онзи момент. Но Пиеро отказа предложението и даде да се разбере, че не му харесва твърде много да се говори, че е задушил заговора с помощта на други господари. | “ |
32. ↑  Caterina Santoro, Gli Sforza: La casata nobiliare che resse il Ducato di Milano dal 1450 al 1535, Milano, TEA, 1994, с. 118.
33. ↑  Бракът чрез пълномощник се празнува на 9 май същата година в Амбоаз. Вж. Franco Catalano, Bianca Maria Visconti in Dizionario Biografico degli Italiani, su treccani.it, vol. 10, 1968.
34. 1 2  Guido Lopez, I Signori di Milano. Dai Visconti agli Sforza, Roma, Newton&Compton Editori, 2013, с. 91.
35. ↑  Franco Catalano, BIANCA MARIA Visconti, duchessa di Milano, in Dizionario Biografico degli Italiani, vol. 10, Roma, 1968: с. „Тръгна слух, че е била отровена от Галеацо Мария....“
36. ↑  Guido Lopez, с. 92.
37. ↑  Scipione Barbuò, Vite degli Sforzeschi, с. 94.
38. 1 2  Lopez, 1978, p. 52 §2.
39. 1 2  Lopez, 1978, p. 52 §1.
40. ↑  Vittore Buzzi e Claudio Buzzi, Le vie di Milano: dizionario della toponomastica milanese, Milano, Ulrico Hoepli, 2005, с. 429.
41. 1 2  Gian Alberto Dell'Acqua, Gli Sforza e le arti, p. 124 §2.
42. ↑  Il Castello dei Visconti e degli Sforza, su milanocastello.it. Посетен на 17 януари 2021 г.
43. ↑  Gli ambienti di origine sforzesca, Посетен на 17 януари 2021 г.
44. 1 2  Mauro Colombo, L'assassinio del duca Galeazzo Maria Sforza, su milanoneisecoli.blogspot.it. Посетен на 16 януари 2021 г.
45. ↑  Autori vari, Il Grande Museo del Duomo: il simbolo di Milano svela la sua storia, Corriere della Sera, 2013
46. ↑  Ettore Verga, Storia di Milano, Milano, Meravigli edizioni, 2015, с. 87.
47. 1 2  Caterina Santoro, Gli Sforza: La casata nobiliare che resse il Ducato di Milano dal 1450 al 1535, Milano, 1994, с. 281
48. 1 2  Umberto Scarpetta, La musica nel Duomo di Milano dall'ars nova al rinascimento, In: Sei secoli di musica nel Duomo di Milano, Milano: NED, 1986.
49. 1 2 3  Guido Lopez, I Signori di Milano. Dai Visconti agli Sforza, Roma, Newton&Compton Editori, 2013, с. 94.
50. 1 2  Paolo Veneziani, CASTALDI, Panfilo, in Dizionario Biografico degli Italiani, vol. 21, Roma, Istituto della Enciclopedia Italiana, 1978
51. ↑  Ettore Verga, Storia di Milano, Milano, Meravigli edizioni, 2015, с. 86.
52. ↑  Caterina Santoro, Gli Sforza: La casata nobiliare che resse il Ducato di Milano dal 1450 al 1535, Milano, TEA, 1994, с. 93.
53. ↑  Giulia Bologna, Gli Sforza e la cultura, pp. 267
54. ↑  Guido Capelli, L'Umanesimo italiano da Petrarca a Valla, Roma, Carocci editore, 2013, с. 248.
55. ↑  Giulia Bologna, Gli Sforza e la cultura, с. 268.
56. ↑  „Лампуняни намушка Галеацо заради интереси, Карло Висконти – за отмъщение за чест, а Олджати – за тиранична идеология“. Lopez, 1978, с. 52.
57. ↑  Corio, Storia di Milano, vol. III, pp. 302 – 303 и 313 – 315.
58. ↑  Francesca M. Vaglienti, Anatomia di una congiura. Sulle tracce dell'assassinio del duca Galeazzo Maria Sforza tra scienza e storia, in Rendiconti – Classe di Lettere e Scienze Morali e storiche, Istituto lombardo – Accademia di Scienze e Lettere di Milano, vol. 136 (2002), fasc. 2, Milano, 2004, pp. 237 – 273
59. ↑  Isabella Lazzarini. Gonzaga, Dorotea //   2001. Посетен на 16 януари 2021.
60. ↑  Dizionario storico blasonico delle famiglie nobili o notabili italiane estinte e fiorenti. Т. 2.   1886. с. 527.

|  | Тази страница частично или изцяло представлява превод на страницата Galeazzo Maria Sforza в Уикипедия на италиански. Оригиналният текст, както и този превод, са защитени от Лиценза „Криейтив Комънс – Признание – Споделяне на споделеното“, а за съдържание, създадено преди юни 2009 година – от Лиценза за свободна документация на ГНУ. Прегледайте историята на редакциите на оригиналната страница, както и на преводната страница, за да видите списъка на съавторите. ВАЖНО: Този шаблон се отнася единствено до авторските права върху съдържанието на статията. Добавянето му не отменя изискването да се посочват конкретни източници на твърденията, които да бъдат благонадеждни. |